# Set Paraules

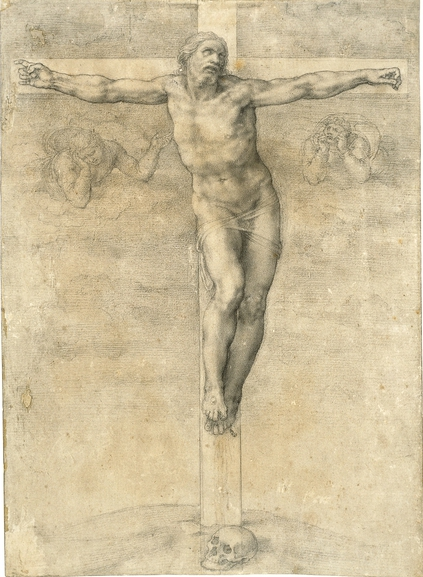
Crist a la Creu, de Michelangelo, 1539-1541. La mirada aixecada cap al cel pot identificar-se amb les paraules primera, quarta o setena, dirigides a Déu Pare.

Les Set Paraules —Septem Verba en llatí— foren les set últimes frases que Jesús de Natzaret pronuncià durant la seva crucifixió, abans de morir, tal com recullen els Evangelis canònics. Els dos primers, el de Mateu i el de Marc, en mencionen només una, la quarta. El de Lluc en recull tres, la primera, la segona i la setena. El de Joan recull les tres restants, la tercera, la cinquena i la sisena. No es pot determinar llur ordre cronològic, però llur ordre tradicional és:
1. Pare, perdona'ls perquè no saben el que fan. - Pater dimitte illis, non enim sciunt, quid faciunt. (Lluc, 23:34)
2. T'ho asseguro: avui seràs amb mi al paradís. - Amen dico tibi hodie mecum eris in paradiso. (Lluc, 23:43)
3. Dona, aquí tens el teu fill. Aquí tens la teva mare. - Mulier ecce filius tuus […] ecce mater tua. (Joan, 19: 26-27)
4. Déu meu, Déu meu, per què m'has abandonat? - Deus meus Deus meus ut quid dereliquisti me. (Mateu, 27: 46 i Marc, 15: 34)
5. Tinc set. - Sitio. (Joan, 19: 28)
6. Tot s'ha complert. - Consummatum est. (Joan, 19: 30)
7. Pare, confio el meu alè a les teves mans. - Pater in manus tuas commendo spiritum meum. (Lluc, 23: 46)

Llur interpretació devocional és una comparació amb situacions per les quals inevitablement passa la vida tot creient; a la qual s'hi sumen tota mena d'exegesis. El mateix text evangèlic atribueix a aquestes paraules una fi d'acompliment de profecies de l'Antic Testament: bo i sabent que ja tot estava acomplert, i perquè l'Escriptura s'acomplís fins al final (Joan, 19: 28).
Són objecte de particular devoció en ser considerades com "paraules vertaderes" de Jesús, condició compartida amb algunes altres expressions, recollides al llarg dels Evangelis, que pretenen ser citades exactes (tot i que traduïdes al grec, tret d'unes poques que es transcrigueren literalment en hebreu o arameu pels evangelistes i reben la denominació particular d'ipsissima verba o ipsissima vox).

## Primera Paraula
| «               | Pare, perdona'ls perquè no saben el que fan. | » |
| — Lluc, 23: 34. |                                              |   |

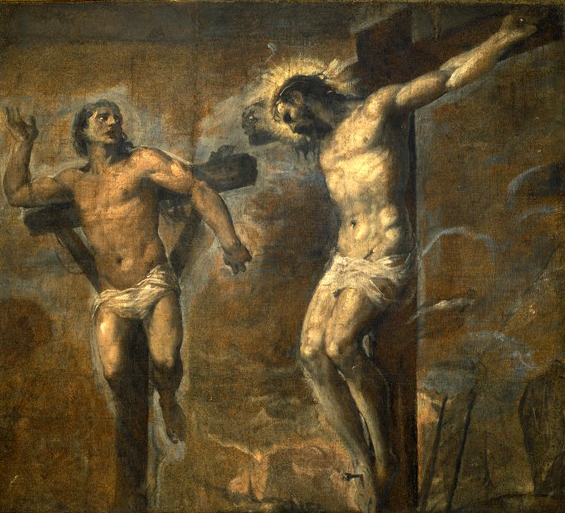
Crist i el Bon Lladre, de Ticià, ca. 1566. Representa la Segona Paraula.

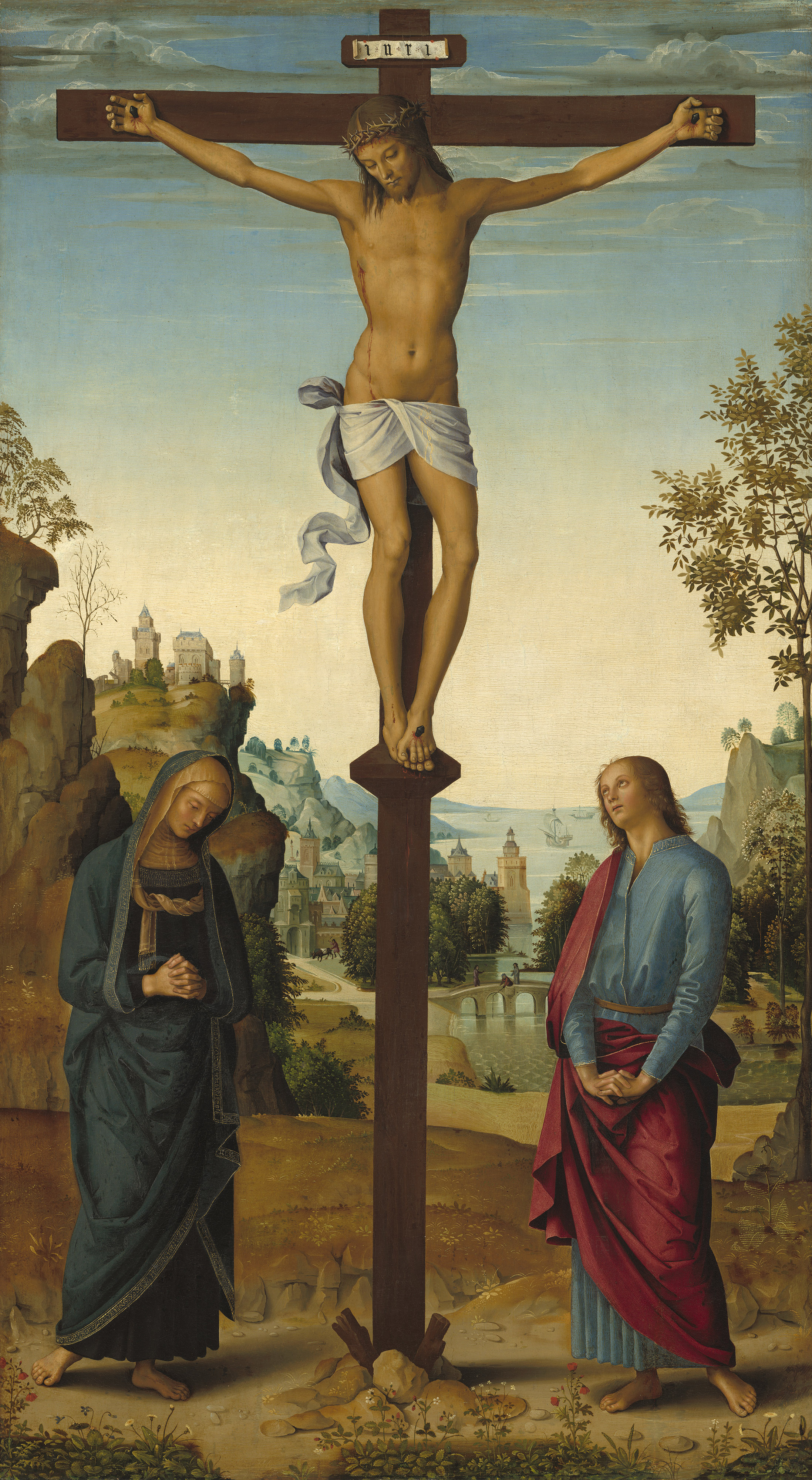
Crucifixió de Perugino, ca. 1482. La seva composició (la Mare de Déu a la dreta del Crucificat i Joan a la seva esquerra) és la clàssica de l'Stabat Mater, que correspon a la Tercera Paraula.

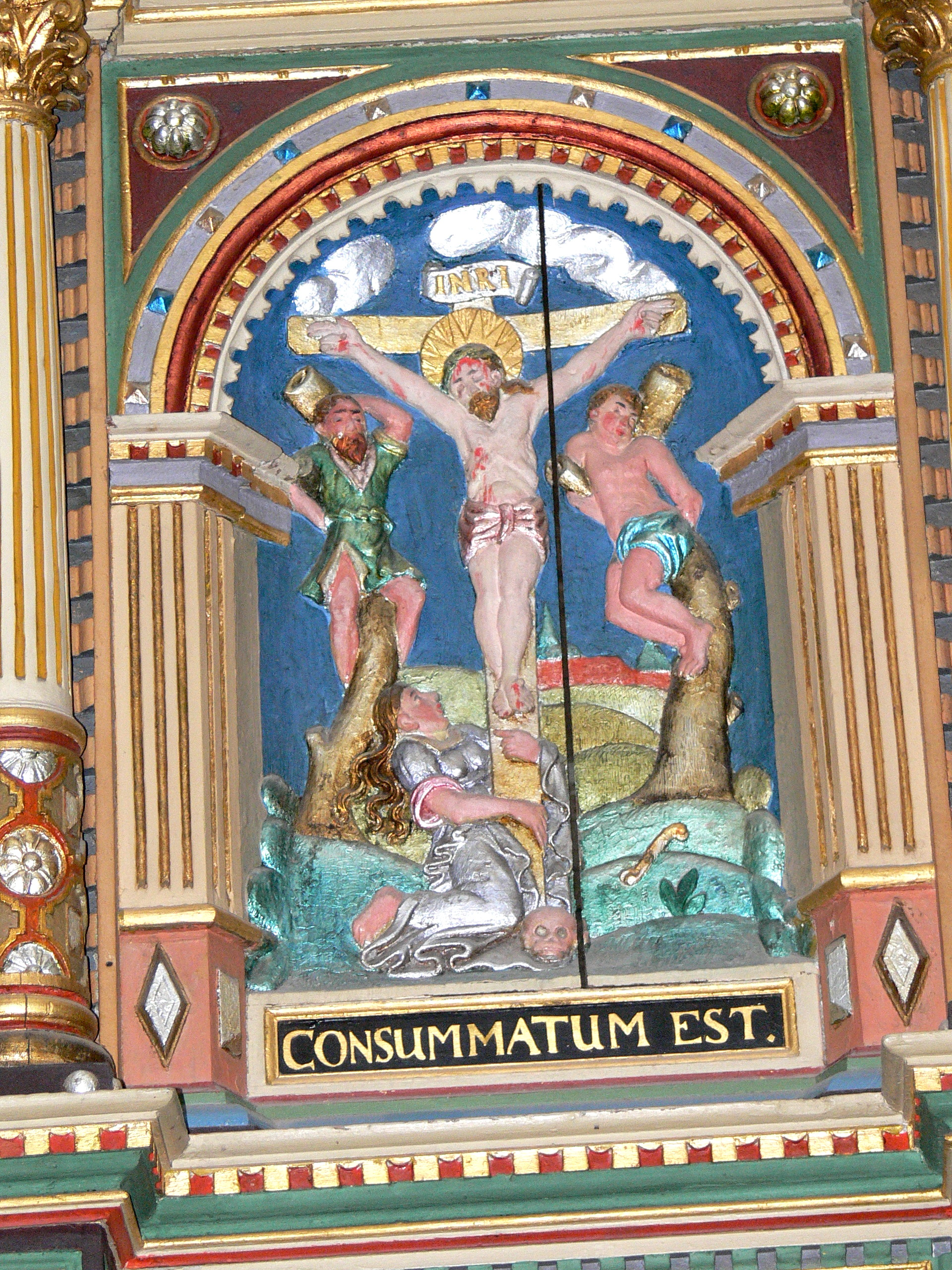
Consummatum est, detall del púlpit de la catedral de Ribe. Representa la Sisena Paraula.

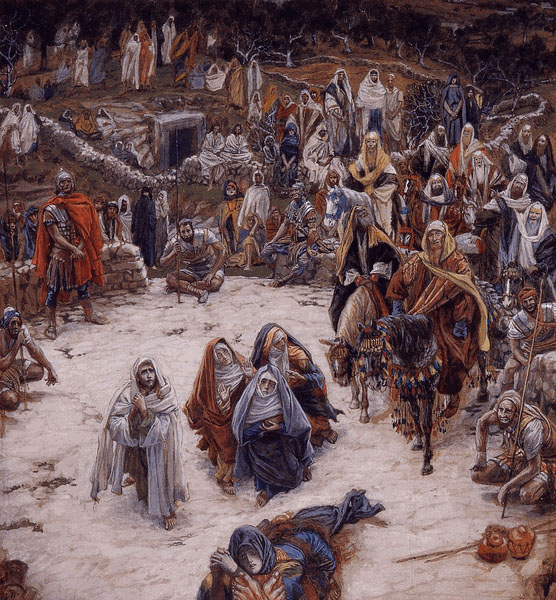
El que el Nostre Salvador veié des de la Creu, de James Tissot

L'oració s'oferí per a qui eren culpables de donar-li mort. Pot interpretar-se com dirigida als jueus, als soldats romans (que al final d'aquest versicle apareixen jugant-se la seva túnica als daus), a tots dos o, genèricament, a tota la humanitat.
Per "perdona", a més de la veu llatina dimitte, també és molt freqüent l'ús d'ignosce. L'original grec és Πατερ, συγχωρησον αυτους· διοτι δεν εξευρουσι τι πραττουσι.

## Segona Paraula
| «               | T'ho asseguro: avui seràs amb mi al paradís. | » |
| — Lluc, 23: 43. |                                              |   |

És la resposta de Crist a la súplica "recorda't de mi, quan arribis al teu regne" del lladre penedit. Amb això s'interpreta que li assegura la salvació sense que hi hagi obstacle en els seus pecats anteriors, per la fe que ha posat en Jesucrist.

## Tercera Paraula
| «                  | Dona, aquí tens el teu fill. Aquí tens la teva mare. | » |
| — Joan, 19: 26-27. |                                                      |   |

Una primera interpretació dona a aquest passatge un sentit ètic o social: Crist lliurà l'atenció de la seva mare al deixeble estimat, acomplint un deure filial elemental. S'hi veu l'ensenyança d'atendre "les coses del regne" (a les quals és enviat Joan), sense desatendre les responsabilitats assignades des d'abans; si estimem Déu, estimem el nostre proper i l'atenem, però primerament ho farem amb els més propers. En Jesús requeia el deure de tenir cura de la seva mare, que és vídua en aquells moments. Si no tenia altres fills, s'entén que el seu únic fill l'encomani al deixeble estimat, donant-la-hi per mare. Aquest acte recíproc s'interpreta com demostració que no només cal rebre amor, sinó saber donar-ne sense importar les circumstàncies.
S'han fet nombroses afirmacions mariològiques sobre aquest passatge. Segons Raymond Edward Brown, «sembla absolutament increïble que una escena tan reveladora i dramàtica, que situa la mare de Jesús en una nova relació amb el deixeble estimat acabi simplement que ell la porti a casa seva. […] El significat d'aquest episodi resideix en la nova relació entre la mare de Jesús i el deixeble estimat». Segons Francis J. Moloney, no es pot eludir el fet que Jesús crucificat creà des de la creu «una família nova». A l'espai de tres versicles (Joan 19:25-27), el terme «mare» hi apareix cinc vegades. Aquesta mateixa expressió havia aparegut al passatge de les noces de Canà (Joan 2:1-5), quan encara «no havia arribat l'hora» de la glorificació de Jesús. Moloney assenyala que en la narració de la crucifixió i mort de Jesús («l'hora» de la glorificació), tan sofisticat i simbòlic, l'evangelista no pogué significar simplement que el deixeble estimat havia de tenir cura de la vídua i mare de Jesús un cop mort el seu fill. Al concepte de Moloney, el passatge afirma el paper maternal de la mare de Jesús a la nova família de Jesús creada a la creu.

## Quarta Paraula
| «                            | Elí, Elí, ¿lemà sabactani? —que vol dir: «Déu meu, Déu meu, per què m'has abandonat?» | » |
| — Mateu, 27:46 o Marc 15:34. |                                                                                       |   |

Apareix a l'Evangeli segons Marc (el més antic) en arameu (Eloí, Eloí, ¿lemà sabactani? ) i a l'Evangeli segons Mateu en hebreu (Elí, Elí ¿lemà sabactani?).
Segons la interpretació tradicional, Jesús estaria recitant el Psalm 22, que comença precisament amb aquestes paraules. Jesús s'ha lliurat lliurement al sacrifici per la humanitat, i en la seva natura humana se sent abandonat, com havia expressat a Getsemení. Ell és el Serf Sofrent de Déu, però finalment accepta el sacrifici vicari envers la humanitat. El sofriment de Crist simbolitza també el sofriment de l'ésser humà tot i en la més gran de les fes.

## Cinquena Paraula
| «              | Tinc set. | » |
| — Joan, 19:28. |           |   |

S'interpreta com expressió de dos tipus d'ànsia de Crist a la creu. En primer terme, de la set fisiològica, un dels turments més grans dels crucificats. En sentit al·legòric, com la set espiritual de Crist de consumir la redempció per a la salvació de tothom. Això apuntaria a l'estructura del quart evangeli, i evocaria la set espiritual que Crist experimentà al costat del pou de la samaritana.

## Sisena Paraula
| «              | Tot s'ha complert. | » |
| — Joan, 19:30. |                    |   |

Molt sovint se cita en llatí: Consummatum est, car ha esdevingut un veritable tòpic literari. Es pot interpretar com la proclamació en boca de Crist de l'acompliment perfecte de la Sagrada Escriptura en la seva persona. Aquesta paraula posa de manifest que Jesús era conscient que havia complert fins a l'últim detall la seva missió redemptora i la culminació del programa de la seva vida: fer complir l'Escriptura fent sempre la voluntat del Pare. Més que una paraula d'agonia, és de victòria, "tot està conclòs".

## Setena Paraula
| «             | Pare, confio el meu alè a les teves mans. | » |
| — Lluc 23:46. |                                           |   |

És l'última frase que s'atribueix a Jesucrist, i s'interpreta com un exemple de la confiança que ha de tenir un cristià davant l'entrada al món espiritual: les acaballes.

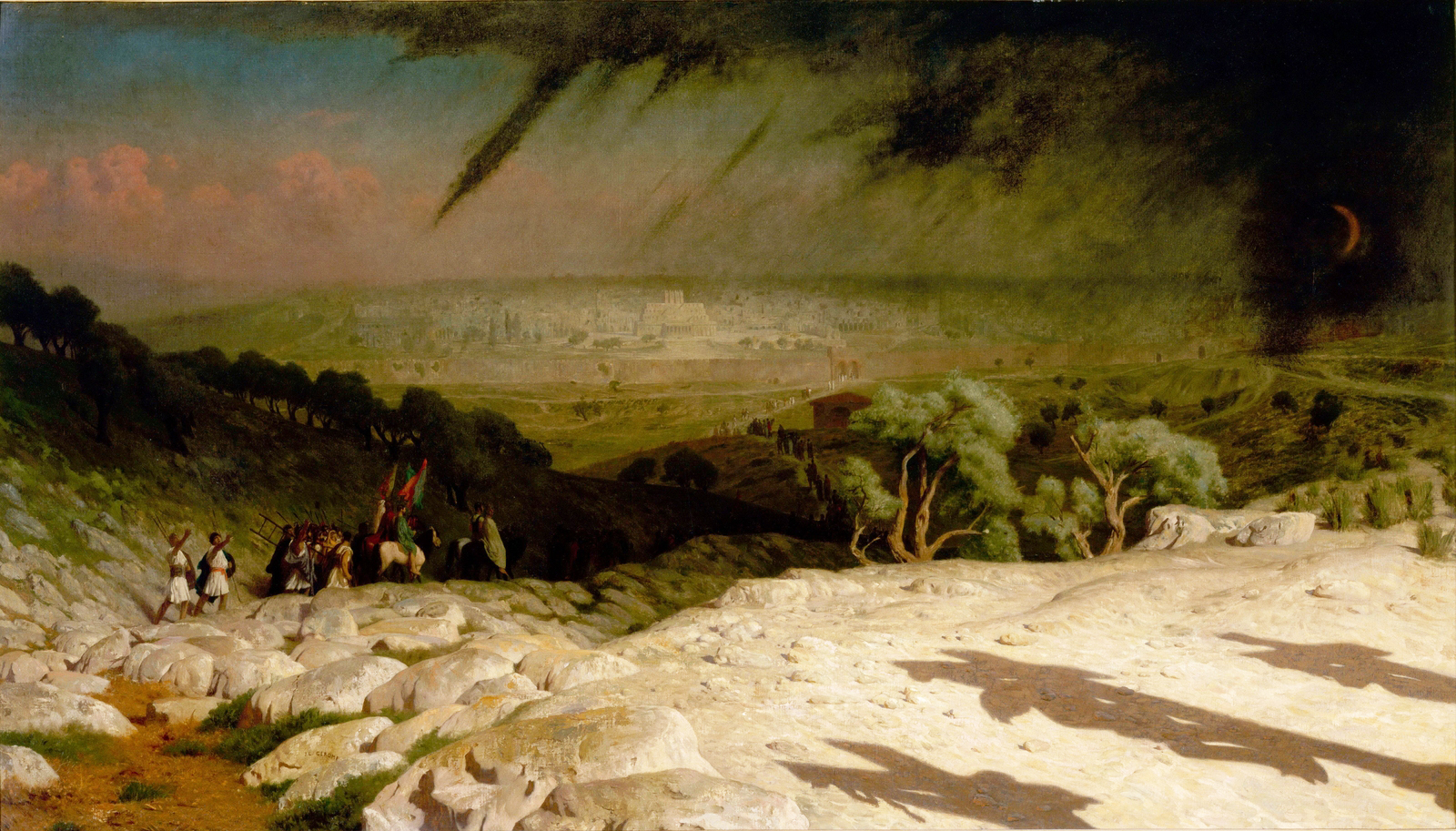
Jean-Léon Gérôme
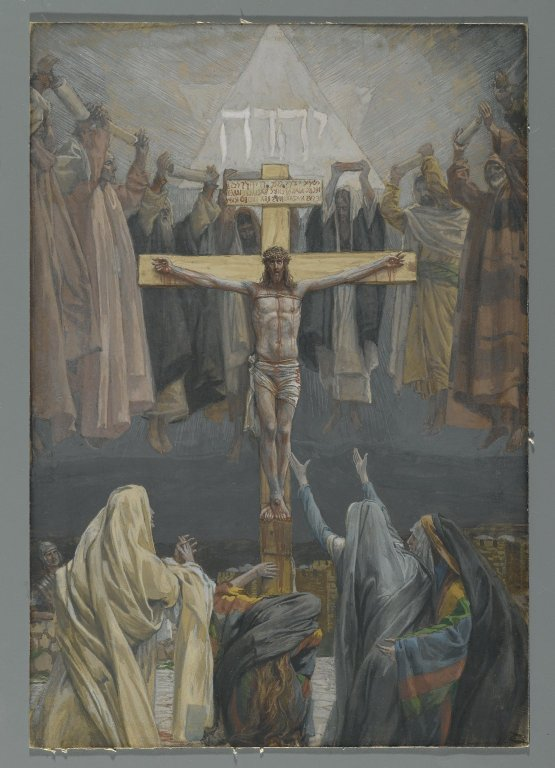
James Tissot
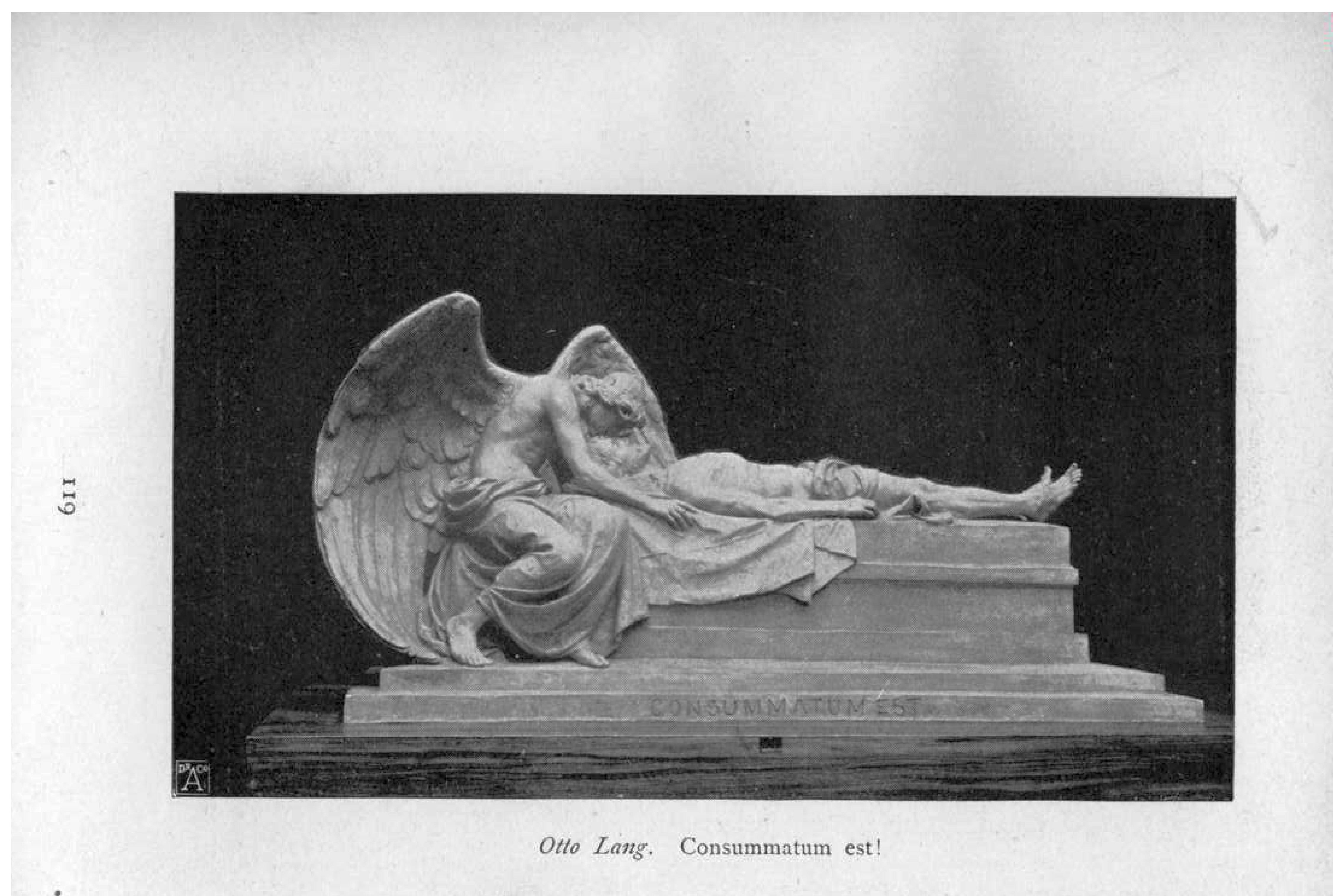
Otto Lang